# Folke Hellgren (författare)
Folke Gustaf Hellgren, född 25 april 1895 i Visby, död 16 september 1954 i Göteborg, var en svensk författare och översättare.
Hellgren blev juris kandidat vid Uppsala universitet 1920. Från 1945 var han rådman i Göteborg och från samma år även ordförande i Göteborgs författaresällskap. Efterlämnade papper finns vid Göteborgs universitetsbibliotek.
Folke Hellgren var son till överstelöjtnanten Ernst Hellgren och Amélie Almstedt. Han är begravd på Västra kyrkogården i Göteborg.